# Astragalus aleppicus
Astragalus aleppicus es una  especie de planta herbácea perteneciente a la familia de las leguminosas. Es originaria del Norteamérica
Es una planta herbácea perennifolia originaria del Oriente Medio que se distribuye por Israel, Jordania, Líbano, Siria y Turquía.

## Taxonomía
Astragalus aleppicus fue descrita por  Pierre Edmond Boissier y publicado en Diagnoses Plantarum Orientalium Novarum, ser. 1, 1(2): 58. 1843.
Etimología
Astragalus: nombre genérico derivado del griego clásico άστράγαλος y luego del Latín astrăgălus aplicado ya en la antigüedad, entre otras cosas, a algunas plantas de la familia Fabaceae, debido a la forma cúbica de sus semillas parecidas a un hueso del pie.
aleppicus: epíteto geográfico que alude a su localización en Aleppo.
Variedad aceptada
- Astragalus aleppicus subsp. megaloceras (Eig) Kirchhoff

Sinonimia
- Astragalus aleppicus subsp. aleppicus
- Astragalus feinbruniae Rech.f.[4]